# Akademia WSB
Akademia WSB – WSB University (do 15 kwietnia 2018 r. Wyższa Szkoła Biznesu w Dąbrowie Górniczej) – akademicka uczelnia wyższa powstała w 1995 roku, specjalizuje się w naukach ekonomicznych, społecznych, humanistycznych, technicznych i naukach o zdrowiu.

## Charakterystyka
Akademia WSB posiada 7 uprawnień do nadawania stopnia doktora habilitowanego oraz 7 uprawnień do nadawania stopnia doktora w dyscyplinach naukowych: nauki o zarządzaniu i jakości, pedagogika, nauki o bezpieczeństwie, inżynieria lądowa, geodezja i transport, nauki o rodzinie, stosunki międzynarodowe i inżynieria bezpieczeństwa.
Uczelnia prowadzi kształcenie w 10 lokalizacjach (w siedzibie w Dąbrowie Górniczej oraz w Wydziałach Zamiejscowych w Warszawie, Krakowie, Cieszynie, Żywcu, Olkuszu i Jaworznie oraz w Ośrodkach w Katowicach, Gliwicach i Tychach) na 26 kierunkach studiów I stopnia i II stopnia, jednolitych studiach magisterskich, prowadzi studia dualne, realizuje studia Executive MBA (partner EY, Politecnico di Milano) oraz Master of Business Administration MBA (partner kierunku: EY Academy of Business), studia podyplomowe (oferta ponad 100 kierunków studiów podyplomowych), prowadzi szkołę doktorską oraz seminaria doktorskie.
Akademia WSB jest pierwszą i jedyną uczelnią w Polsce (stan na dzień 12.07.2024 r.), która otrzymała Certyfikat Doskonałości Kształcenia Polskiej Komisji Akredytacyjnej na kierunku zarządzanie o profilu praktycznym (studia pierwszego stopnia) oraz o profilu ogólnoakademickim (studia drugiego stopnia).
Jedna z 30 polskich jednostek naukowych finansowanych ze środków Ministerstwa Edukacji i Nauki w ramach programu „Regionalna Inicjatywa Doskonałości”.
W Rankingu Szkół Wyższych Perspektywy 2025 – Akademia WSB zajęła 2. miejsce w Polsce w Rankingu Uczelni Niepublicznych 2025.
W Rankingu Uczelni Akademickich Perspektywy 2025 – Akademia WSB znalazła się na 23. miejscu w Polsce wśród wszystkich Uczelni publicznych i niepublicznych posiadających uprawnienia do nadawania stopnia naukowego doktora
W kryterium Umiędzynarodowienie, Akademia WSB zajęła 1. miejsce wśród wszystkich uczelni publicznych i niepublicznych w Polsce. W tym kryterium oceniane są m.in. projekty partnerstw strategicznych, w które zaangażowana jest uczelnia, nauczyciele akademiccy z zagranicy, wymiana studencka, wymiana kadry akademickiej, wielokulturowość środowiska studenckiego, studiujący w językach obcych oraz studenci cudzoziemcy.
W 2023 r. Akademia WSB znalazła się w top 10 polskich uczelni rankingu Times Higher Education Impact Ranking 2023, który ocenia wpływ uczelni w zakresie zrównoważonego rozwoju. W tym roku wyróżniono blisko 1800 uczelni na całym świecie, w tym tylko 23 polskie. Akademia WSB uplasowała się na miejscach 600-800. W celu 10, dotyczącym przeciwdziałania nierównościom społecznym Akademia WSB zajęła pierwsze miejsce w Polsce i znalazła się w światowej czołówce, plasując się w przedziale 100-200 na świecie. W kategorii celu 5, związanego z równością płci, Akademia WSB zajęła czwarte miejsce w Polsce (200-300 na świecie).
W Rankingu Programów MBA Perspektywy 2024 Akademia WSB znalazła się w „Złotej Piętnastce” zestawienia. Studia Executive MBA uplasowane zostały na 4. miejscu, studia Master of Business Administration (partner EY) na 6. Miejscu, a studia MBA w Ochronie Zdrowia na 12. Miejscu. Ranking MBA Fundacji Edukacyjnej Perspektywy uznawany jest za jeden z najbardziej prestiżowych i obiektywnych rankingów programów MBA w Polsce. Ranking opiera się na pięciu rygorystycznie ocenianych kryteriach (Słuchacze programu, Kadra dydaktyczna programu, Merytoryczne cechy programu, Wsparcie kariery absolwentów oraz Ranga i prestiż programu), zawierających łącznie 28 wskaźników. W zestawieniu ogólnym oraz w każdej z kategorii znalazły się wszystkie oferowane przez Akademię WSB programy MBA.
Akademia WSB posiada międzynarodowe akredytacje oraz członkostwa:
- CEEMAN IQA – w obszarze edukacji menedżerskiej przyznaną przez International Association for Management Development in Dynamic Societies CEEMAN[20],
- dwie akredytacje EUR-ACE label[21][22] dla studiów I stopnia na kierunku Informatyka oraz dla studiów I i II stopnia na kierunku Transport, przyznaną przez Komisję Akredytacyjną Uczelni Technicznych(inne języki) (KAUT)[23],
- akredytację ACCA (Association of Chartered Certified Accountants), która uprawnia absolwentów kierunku Zarządzanie finansami i rachunkowość do zwolnień z wybranych egzaminów w przypadku ubiegania się o indywidualną certyfikację w zakresie kompetencji z zakresu finansów, rachunkowości i zarządzania potwierdzanych przez ACCA,
- akredytację IPMA (International Project Management Associacion) dla 11 programów kształcenia we wszystkich wydziałach, uprawniającą do przygotowania studentów do międzynarodowych egzaminów w zakresie zarządzania projektami – IPMA-Student,
- Certyfikat Responsible Management Education Partner wydany przez GPM Global – w uznaniu ciągłego zaangażowania w rozwój doskonałości akademickiej we wspieraniu liderów, którzy są zaangażowani w tworzenie wartości społecznej, ekonomicznej i środowiskowej poprzez praktykę zrównoważonego zarządzania projektami,
- Excellence in Research (LOGO HR) przyznawane jest przez Komisję Europejską[19] jednostkom naukowym, które wdrażają w swojej działalności Strategię na rzecz zwiększania atrakcyjności warunków pracy i rozwoju kariery pracowników naukowych (The Human Resources Strategy for Researchers – HRS4R) oraz przestrzegają zasad i wytycznych zawartych w Europejskiej Karcie Naukowca[24],
- członkostwo w The European University Association (EUA)[25],
- członkostwo w międzynarodowym stowarzyszeniu European Foundation for Management Development (EFMD)(inne języki)[26], które promuje i wzmacnia doskonałość w rozwoju zarządzania[27].

## Władze uczelni
Stan na kwiecień 2024:
- Rektor – dr hab. Zdzisława Dacko-Pikiewicz, prof. AWSB
- Prezydent – prof. dr hab. Łukasz Sułkowski
- Prorektor ds. Nauki i Kształcenia, Dziekan Wydziału Nauk Stosowanych – dr hab. Katarzyna Szczepańska-Woszczyna, prof. AWSB
- Prorektor ds. Studenckich i Współpracy z Otoczeniem – dr hab. Marcin Lis, prof. AWSB
- Prorektor ds. Rozwoju, Dyrektor Centrum Jakości i Innowacji – dr Sabina Ratajczak
- Prorektor ds. Współpracy z Zagranicą – dr Rafał Rębilas
- Dziekan Collegium Medicum - Wydziału Medycznego – dr n. med. Adam Kabiesz
- Prodziekan Wydziału Nauk Stosowanych – dr Edyta Antoniak-Kiedos
- Prodziekan Wydziału Nauk Stosowanych – dr Aleksandra Klimek-Lakomy
- Prodziekan Wydziału Nauk Stosowanych - Dorota Dębosz
- Prodziekan ds. Rozwoju - Bożena Garbocz
- Prodziekan ds. Rozwoju - Dominik Penar
- Prodziekan ds. Umiędzynarodowienia - Paweł Urgacz
- Prodziekan ds. Współpracy z Zagranicą - Iwona Błaut
- Prodziekan ds. Kształcenia - Anna Matusik-Gołas
- Dziekan Wydziału Zamiejscowego w Żywcu – dr Bogusław Wyleciał
- Prodziekan Wydziału Zamiejscowego w Żywcu - dr Dariusz Trojszczak
- Dziekan Wydziału Zamiejscowego w Cieszynie – dr Edyta Nowak-Żółty
- Prodziekan Wydziału Zamiejscowego w Cieszynie – dr Adam Żabka
- Prodziekan Wydziału Zamiejscowego w Cieszynie – dr Violetta Bętkowska
- Prodziekan Wydziału Zamiejscowego w Krakowie – Anna Kosiorowska
- Prodziekan Wydziału Zamiejscowego w Krakowie – Edyta Zbyrowska

## Kierunki studiów
Według stanu na lipiec 2024 uczelnia prowadziła kształcenie na 26 kierunkach studiów I stopnia i II stopnia, jednolitych studiach magisterskich, prowadzi studia dualne, realizuje studia Executive MBA oraz Master of Business Administration MBA (partner kierunku: EY Academy of Business), studia podyplomowe, prowadzi szkołę doktorską oraz seminaria doktorskie w 6 lokalizacjach (w siedzibie w Dąbrowie Górniczej oraz w Wydziałach Zamiejscowych w Gliwicach, Tychach, Cieszynie, Żywcu, Olkuszu i Krakowie).

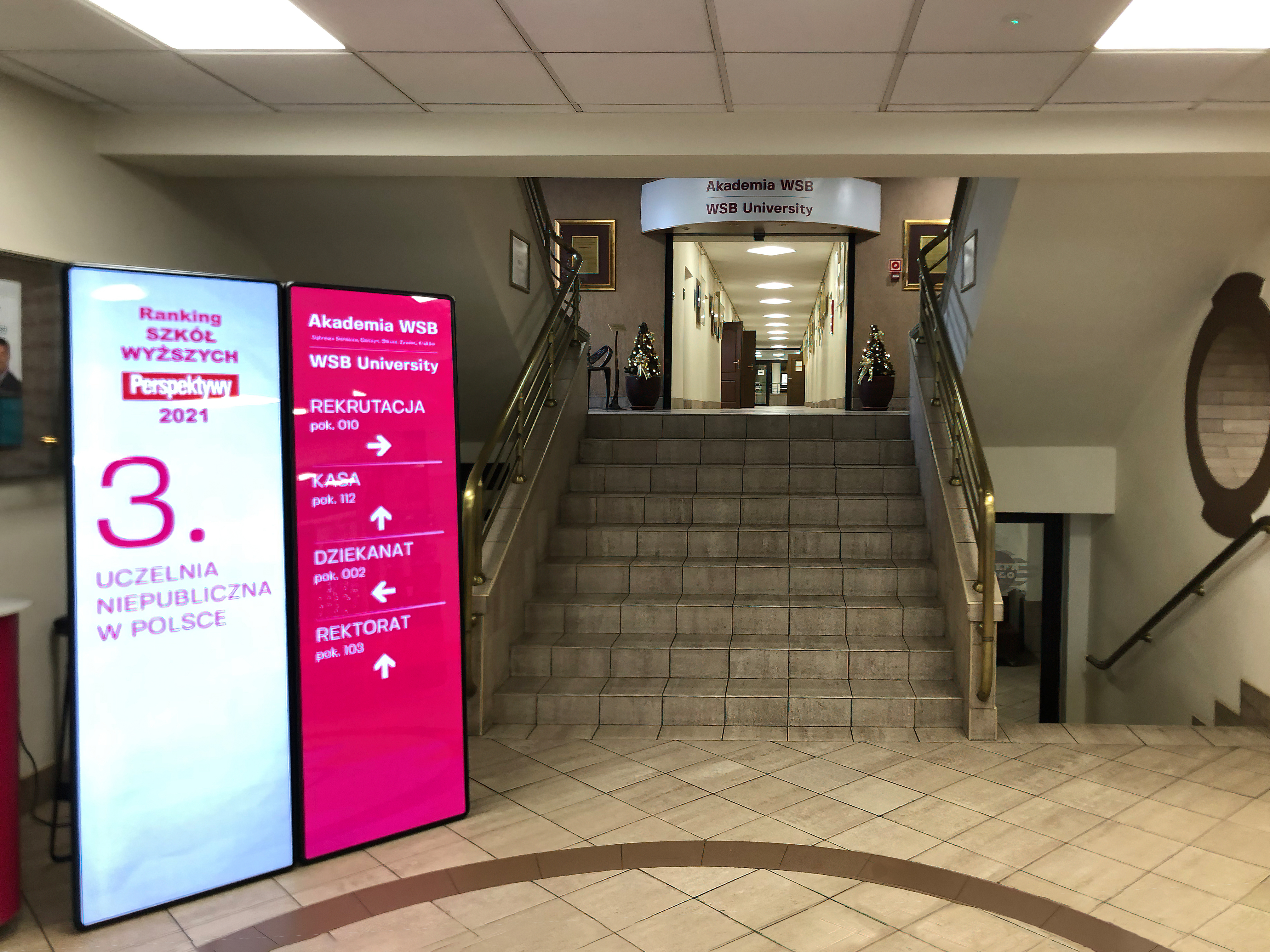
Hol główny budynku Akademii WSB w Dąbrowie Górniczej

Studia pierwszego stopnia – licencjackie i inżynierskie na kierunkach:
- administracja
- bezpieczeństwo narodowe
- ekonomia
- filologia
- finanse i rachunkowość
- informatyka
- inżynieria zarządzania
- kosmetologia
- logistyka
- pedagogika
- pielęgniarstwo
- ratownictwo medyczne
- socjologia
- stosunki międzynarodowe
- studia menedżerskie
- transport
- zarządzanie
- zarządzanie i inżynieria produkcji

Studia jednolite magisterskie na kierunkach:
- fizjoterapia
- kierunek lekarski
- pedagogika przedszkolna i wczesnoszkolna
- prawo
- psychologia

Studia drugiego stopnia – magisterskie uzupełniające na kierunkach:
- administracja
- bezpieczeństwo narodowe
- informatyka
- kosmetologia
- logistyka
- pedagogika
- ratownictwo medyczne
- transport
- zarządzanie
- zarządzanie finansami i rachunkowość
- zarządzanie i inżynieria produkcji

Studia w języku angielskim na kierunkach:
- stosunki międzynarodowe
- zarządzanie
- informatyka
- inżynieria zarządzania

Studia w języku rosyjskim na kierunkach:
- stosunki międzynarodowe
- zarządzanie

Studia w języku ukraińskim na kierunkach:
- stosunki międzynarodowe
- zarządzanie

Szkoła doktorska i seminaria doktorskie w dyscyplinach:
- pedagogika
- nauki o zarządzaniu i jakości
- nauki o bezpieczeństwie
- stosunki międzynarodowe
- nauki o rodzinie
- inżynieria lądowa, geodezja i transport
- inżynieria bezpieczeństwa

## Nagrody i wyróżnienia
- 2024.06.13 - Certyfikat Doskonałości Kształcenia Polskiej Komisji Akredytacyjnej na kierunku zarządzanie o profilu praktycznym (studia pierwszego stopnia) oraz o profilu ogólnoakademickim (studia drugiego stopnia)[34]
- 2023.06.01 - Akademia WSB w top 10 polskich uczelni prestiżowego rankingu Times Higher Education Impact Ranking 2023[35]
- 2023.05.26 - dr hab. Zdzisława Dacko-Pikiewicz, prof. AWSB – Rektor Akademii WSB uhonorowana tytułem i statuetką "Spolegliwy Przyjaciel Rzemiosła" nadanym przez Izbę Rzemieślniczą oraz Małej i Średniej Przedsiębiorczości[36]
- 2023.04.21 – dr hab. Zdzisława Dacko-Pikiewicz, prof. AWSB – Rektor Akademii WSB wyróżniona nagrodą Orły 2023 Tygodnika Wprost, w kategorii “Nauka”[37]
- 2022.11.22 – Akademia WSB wyróżniona przez Times Higher Education Worlds University Rankings[38]
- 2022.11.20 – Platynowy Laur Umiejętności i Kompetencji dla Akademia WSB[39]
- 2022.09.16 - Akademia WSB sygnatariuszem dokumentu Magna Charta Universitatum[40]
- 2022.06.07 – Biblioteka Akademicka im. prof. J. Altkorna AWSB decyzją Ministra Kultury i Dziedzictwa Narodowego włączona do Ogólnokrajowej Sieci Bibliotecznej[41]
- 2022.04.26 – dr hab. Zdzisława Dacko-Pikiewicz, prof. AWSB – Rektor Akademii WSB z tytułem „Promotor Polski” przyznawanym przez Zarząd Fundacji Polskiego Godła Promocyjnego „Teraz Polska”[42]
- 2022.01.21 – Złoty Laur im. Adama Piwowara dla dr hab. Zdzisława Dacko-Pikiewicz, prof. AWSB – Rektor Akademii WSB[43]
- 2021.06.23 – Akademia WSB wyróżniona HR Excellence in Research[44]

## Działalność studencka

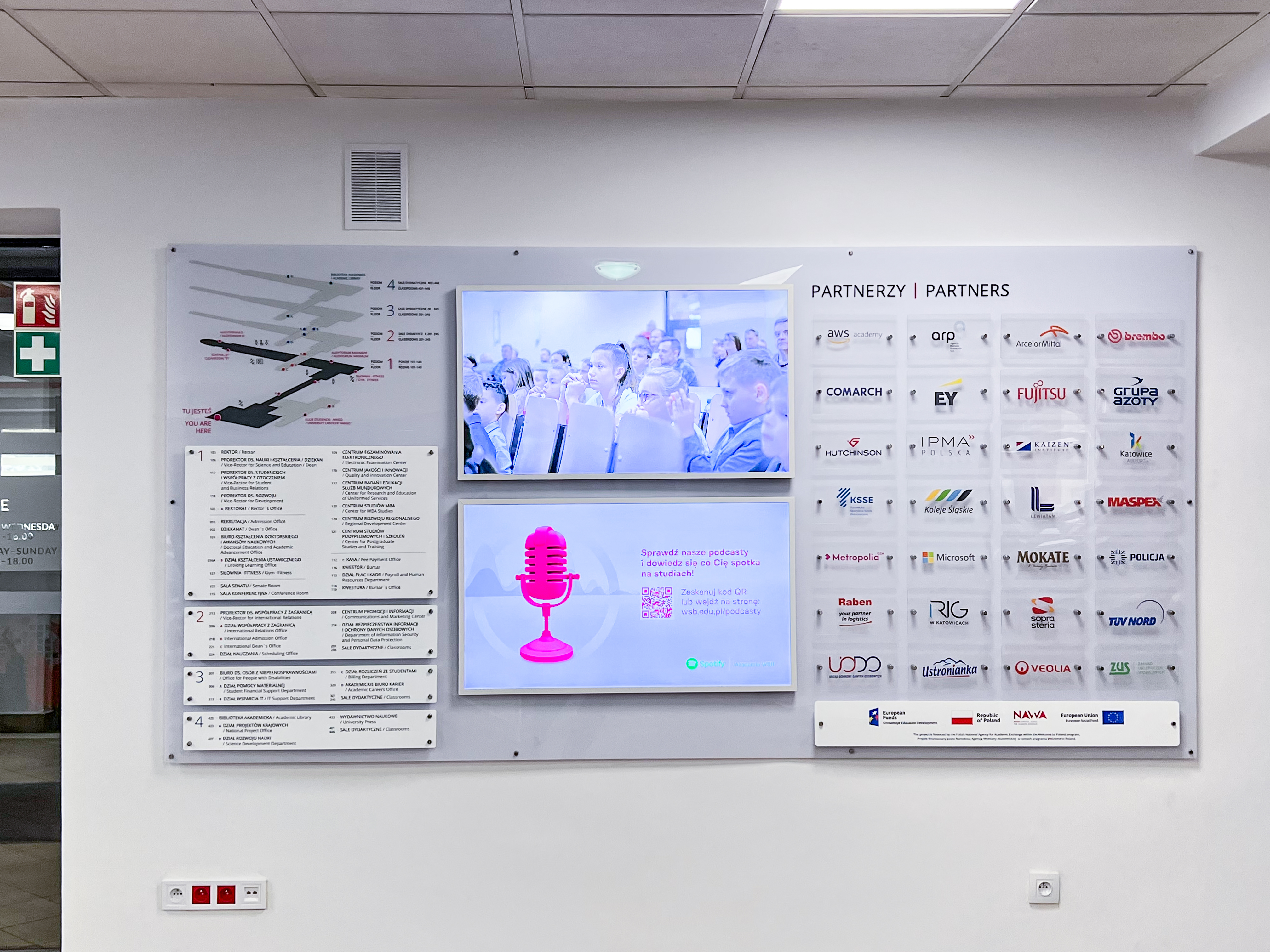

### Koła naukowe
1. Koło Naukowe Bezpieczeństwa Narodowego
2. Koło Naukowe Profesjonalnego Zarządzania
3. Koło Naukowe Komunikacji Społecznej
4. Koło Naukowe Grupa PoPrzezMedia
5. Koło Naukowe „Pedagogica”
6. Naukowe Koło „Obieżyświat”
7. Koło Naukowe Stosunków Międzynarodowych
8. Informatyczne Koło Naukowe
9. Studenckie Koło Naukowe ITLogis
10. Interdyscyplinarne Koło Naukowe Zarządzania Wiedzą i Informacją
11. Koło Naukowe „Operatio”
12. Koło Naukowe Fizjoterapii
13. Międzynarodowe Koło Naukowe Transportu Szynowego „Interrail”
14. Koło Naukowe „Climat Changes”
15. Koło Naukowe „Ingeniatus”
16. Koło Naukowe „Energia”
17. Studenckie Koło Naukowe Biologii molekularnej
18. Studenckie Koło Naukowe Anatomii
19. Studenckie Koło Naukowe Pielęgniarstwa
20. Studenckie Koło Naukowe „AI w Medycynie”
21. Studenckie Koło Naukowe Symulacji Medycznej

### Samorząd[45]
W Uczelni funkcjonuje Samorząd Studencki reprezentujący społeczność studencką.

### Akademicki Związek Sportowy[46]
Akademicki Związek Sportowy działający przy Uczelni stwarza możliwość realizacji pasji sportowych w 27 dostępnych sekcjach sportowych, zarówno w grach zespołowych, jak również sportach indywidualnych. Oprócz sportu AZS WSB zajmuje się również krzewieniem turystyki i rekreacji ruchowej w środowisku studenckim oraz wśród uczniów szkół średnich Dąbrowy Górniczej, organizując wyjazdy narciarskie, piesze wycieczki górskie, turnieje gier zespołowych oraz imprezy kulturalne. Do dyspozycji studentów pozostaje w pełni wyposażony klub fitness wraz z siłownią.

## Historia
Wydarzenia:

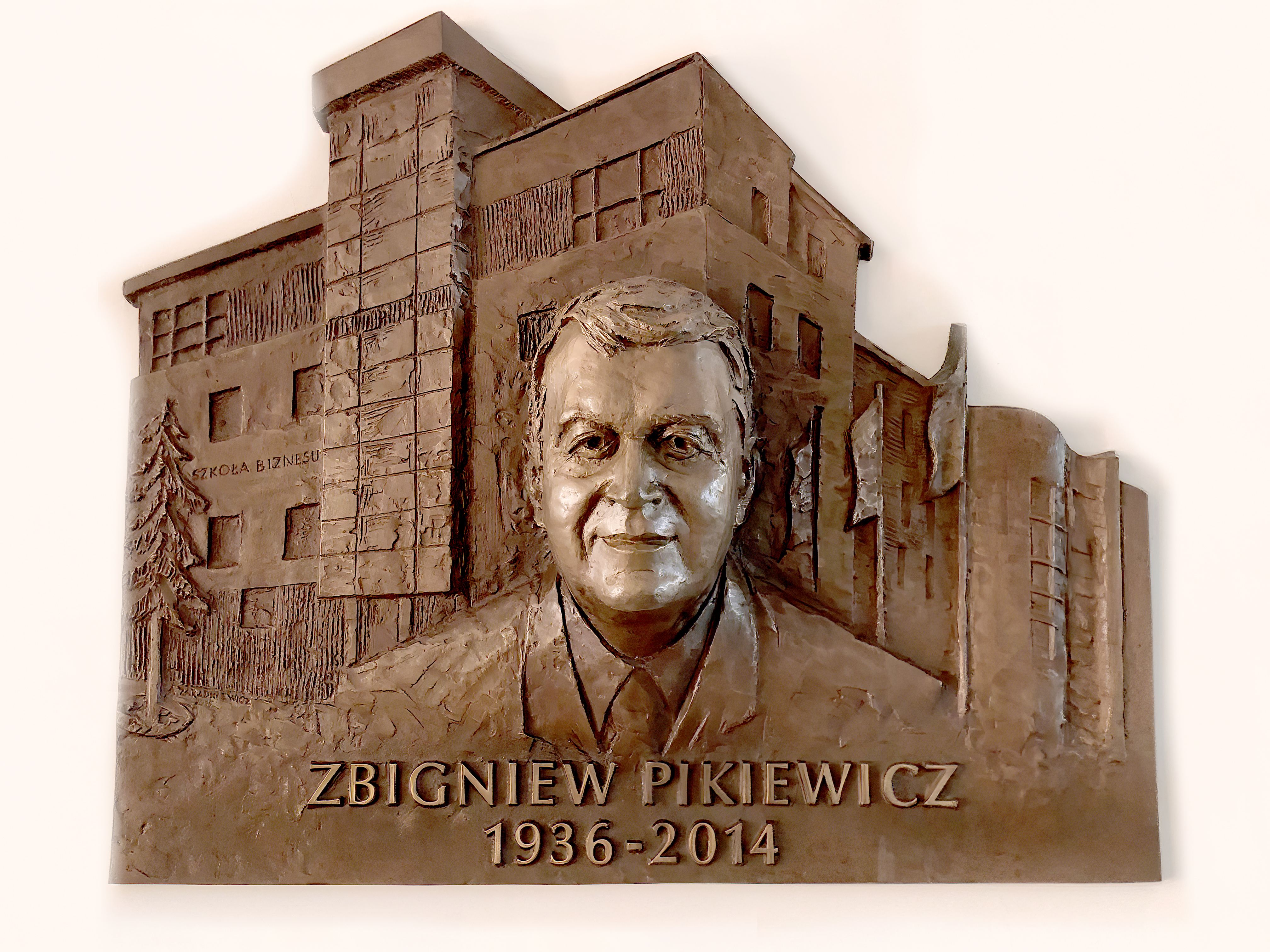
Założyciel Uczelni – Zbigniew Pikiewicz, Dyrektor PPU Viton Sp. z o.o. w latach 1995–2014

- Lipiec 1995: Minister Edukacji Narodowej wydał pozwolenie na utworzenie uczelni niepaństwowej pod nazwą Wyższa Szkoła Biznesu w Dąbrowie Górniczej i przyznał uprawnienie do prowadzenia studiów zawodowych na kierunku zarządzanie i marketing[49].
- 2001: WSB uzyskała uprawnienie do prowadzenia studiów magisterskich na kierunku zarządzanie i marketing.
- 2002-2017: Został powołany Wydział Zarządzania i Informatyki Gospodarczej przekształcony następnie na Wydział Zarządzania, Informatyki i Nauk Społecznych, a następnie w Wydział Nauk Stosowanych, który uzyskał kolejne uprawnienia do prowadzenia studiów na kierunkach: socjologia, informatyka (2002), ekonomia (2003), stosunki międzynarodowe (2004), pedagogika (2005), informatyka (studia magisterskie, 2006), logistyka, administracja (2009), filologia oraz studia magisterskie na kierunku pedagogika (2011), fizjoterapia, bezpieczeństwo narodowe (2012), studiów magisterskich na kierunku bezpieczeństwo narodowe (2014), studia inżynierskie i magisterskie na kierunku transport (2015), ratownictwo medyczne; finanse, rachunkowość i podatki oraz jednolite studia magisterskie na kierunku fizjoterapia (2017),
- 2006: Uczelnia – decyzją KBN, jako jedna z trzech uczelni niepublicznych – uzyskuje kategorię naukową II.
- 2008: Powstał Zamiejscowy Ośrodek Dydaktyczny w Cieszynie, przekształcony następnie w Wydział Zamiejscowy, który uzyskał kolejne uprawnienia do prowadzenia studiów na kierunkach: zarządzanie (2008), studiów inżynierskich na kierunku zarządzanie i inżynieria produkcji (2009), studiów magisterskich na kierunku zarządzanie i inżynieria produkcji (2012), informatyka (2012), bezpieczeństwo narodowe (2016), studia menedżerskie (2017).
- 2010: Powstał Zamiejscowy Ośrodek Dydaktyczny w Olkuszu przekształcony następnie w Wydział Zamiejscowy mający uprawnienie do prowadzenia studiów licencjackich na kierunku zarządzanie.
- 2010: Powstał Zamiejscowy Ośrodek Dydaktyczny w Żywcu przekształcony następnie w Wydział Zamiejscowy, uzyskujący uprawnienie do prowadzenia studiów na kierunkach zarządzanie (2010) oraz pedagogika (2013).
- 2012: Centralna Komisja do spraw Stopni i Tytułów przyznała Wydziałowi Zarządzania, Informatyki i Nauk Społecznych uprawnienie do nadawania stopnia doktora nauk ekonomicznych w dyscyplinie nauki o zarządzaniu[49].
- 2014: Uczelnia uruchomiła Seminarium Doktorskie z zakresu nauk o zarządzaniu.
- 2014: Powstał Wydział Zamiejscowy w Krakowie, który uzyskał uprawnienia do prowadzenia studiów na kierunkach inżynieria zarządzania oraz bezpieczeństwo narodowe.
- 2016: Centralna Komisja do Spraw Stopni i Tytułów przyznała Wydziałowi Nauk Społecznych uprawnienia do nadawania stopnia doktora habilitowanego nauk ekonomicznych w dyscyplinie nauki o zarządzaniu.
- 2017: Uczelnia uruchomiła studia doktoranckie w dyscyplinie nauk o zarządzaniu[50].
- 2017: Wydział Nauk Stosowanych otrzymał uprawnienia do nadawania stopnia naukowego doktora nauk społecznych w dyscyplinie pedagogika oraz uruchamiała seminarium doktorskie w tej dyscyplinie[50].
- 2018: Uczelnia otrzymała status akademii i zmieniała nazwę na Akademia WSB[50].
- 2018: Uczelnia nadała pierwszy tytuł doktora honoris causa, który otrzymał prof. Wiesław Banyś[51].
- 2018: Uczelnia znalazła się w gronie 30 polskich jednostek naukowych finansowanych ze środków Ministerstwa Edukacji i Nauki w ramach programu „Regionalna Inicjatywa Doskonałości”[13][52].
- 2019: uruchomienie kształcenia doktorantów w ramach programu Ministerstwa Edukacji i Nauki pn. Doktorat wdrożeniowy[potrzebny przypis].
- 2020: uzyskanie międzynarodowej akredytacji CEEMAN IQA – w obszarze edukacji menedżerskiej przyznanej przez International Association for Management Development in Dynamic Societies CEEMAN[20].
- 2020: uzyskanie międzynarodowej akredytacji EUR-ACE label[21][22] dla studiów I stopnia na kierunku informatyka przyznanej przez Komisję Akredytacyjną Uczelni Technicznych (KAUT)[23].
- 2020: Uczelnia nadała tytuł doktora honoris causa, który otrzymał prof. Michał Kleiber[53].
- 2021: Uczelnia zajmuje 3. miejsce wśród wszystkich uczelni niepublicznych w Polsce w Rankingu Szkół Wyższych Perspektywy 2021[54].
- 2021: Uczelnia staje się członkiem Europejskiego Stowarzyszenia Uniwersytetów[55] – organizacji reprezentującej ponad 800 uniwersytetów i konferencji rektorów w 48 krajach europejskich, działającej na rzecz rozwoju szkolnictwa wyższego w Europie.
- 2021: Uczelnia staje się członkiem Międzynarodowego Stowarzyszenia European Foundation for Management Development (EFMD)(inne języki)[26], które promuje i wzmacnia doskonałość w rozwoju zarządzania. Jest globalną organizacją zrzeszającą ponad 966 instytucji akademickich, biznesowych w 90 krajach.
- 2021: Komisja Europejska przyznała Akademii WSB Excellence in Research (LOGO HR)[19].
- 2022: Uczelnia nadała tytuł doktora honoris causa, który otrzymał prof. Krzysztof Jajuga[56].
- 2022: Uczelnia otrzymała kategorię naukową A+ w dyscyplinie nauki o bezpieczeństwie, kategorię naukową A w dyscyplinie nauki o zarządzaniu i jakości, kategorię naukową A w dyscyplinie pedagogika, kategorię naukową B+ w dyscyplinie inżynieria lądowa, geodezja i transport.
- 2023: Uczelnia nadała tytuł doktora honoris causa, który otrzymała prof. Agnieszka Gromkowska-Melosik[57]
- 2024: Uczelnia nadała tytuł doktora honoris causa, który otrzymała prof. Ewa Stańczyk-Hugiet[58]
- 2024: Uczelnia nadała tytuł doktora honoris causa, który otrzymał Jacek Cygan[59]
- 2024: Uczelnia otrzymała Certyfikat Doskonałości Kształcenia Polskiej Komisji Akredytacyjnej na kierunku zarządzanie o profilu praktycznym (studia pierwszego stopnia) oraz o profilu ogólnoakademickim (studia drugiego stopnia)[34]

## Doktor honoris causaAkademii WSB
- 2018: prof. Wiesław Banyś, psycholog, profesor nauk humanistycznych, filolog, JM Rektor Uniwersytetu Śląskiego w latach 2008–2016, przewodniczący Konferencji Rektorów Akademickich Szkół Polskich w latach 2012–2016, członek zarządu European University Association, wiceprzewodniczący Rady Głównej Nauki i Szkolnictwa Wyższego, prezes zarządu Stowarzyszenia Pro-Silesia Biznes-Nauka-Samorząd[60][61].
- 2020: prof. Michał Kleiber, mechanik i informatyk, profesor nauk technicznych, w latach 2001–2005 minister nauki w rządach Leszka Millera i Marka Belki, w latach 2006–2010 doradca społeczny prezydenta Lecha Kaczyńskiego ds. kontaktów ze środowiskiem naukowym, w latach 2007–2015 prezes Polskiej Akademii Nauk, od 2020 przewodniczący Polskiego Komitetu ds. UNESCO. Kawaler Orderu Orła Białego[62].
- 2022: prof. Krzysztof Jajuga, profesor nauk ekonomicznych, wykładowca Uniwersytetu Ekonomicznego we Wrocławiu. Specjalista w zakresie finansów, statystyki i ekonometrii, Przewodniczący Komitetu Statystyki i Ekonometrii Polskiej Akademii Nauk, członek Prezydium Rady Doskonałości Naukowej, Prezes CFA Society Poland[63]
- 2023: prof. Agnieszka Gromkowska-Melosik, profesor nauk społecznych, prodziekan Wydziału Studiów Edukacyjnych ds. Doktorantów i Współpracy Międzynarodowej Uniwersytetu im. Adama Mickiewicza w Poznaniu, członkini Komitetu Nauk Pedagogicznych Polskiej Akademii Nauk, była przewodnicząca Rady Naukowej Instytutu Badań Edukacyjnych, wybitna uczona w dziedzinie nauk społecznych w dyscyplinie pedagogika, autorka wielu znakomitych monografii z zakresu socjologii edukacji i studiów kulturowych[64]
- 2024: prof. Ewa Stańczyk-Hugiet, profesor nauk społecznych w dyscyplinie nauki o zarządzaniu i jakości, Prorektor ds. Badań i Kadry Akademickiej Uniwersytetu Ekonomicznego we Wrocławiu oraz Kierownik Katedry Zaawansowanych Badań w Zarządzaniu, autorka wielu znakomitych monografii z zakresu problemów zarządzania strategicznego, w tym konkurencyjności biznesu, modeli biznesu, zarządzania wiedzą, kompetencji przedsiębiorstw czy ekosystemów biznesu,
- 2024: Jacek Cygan, wybitny autor tekstów piosenek, musicali, poeta, scenarzysta, prozaik, dramaturg, organizator festiwali muzycznych, wielka osobowość telewizyjna[65]

## Najważniejsze inicjatywy WSB

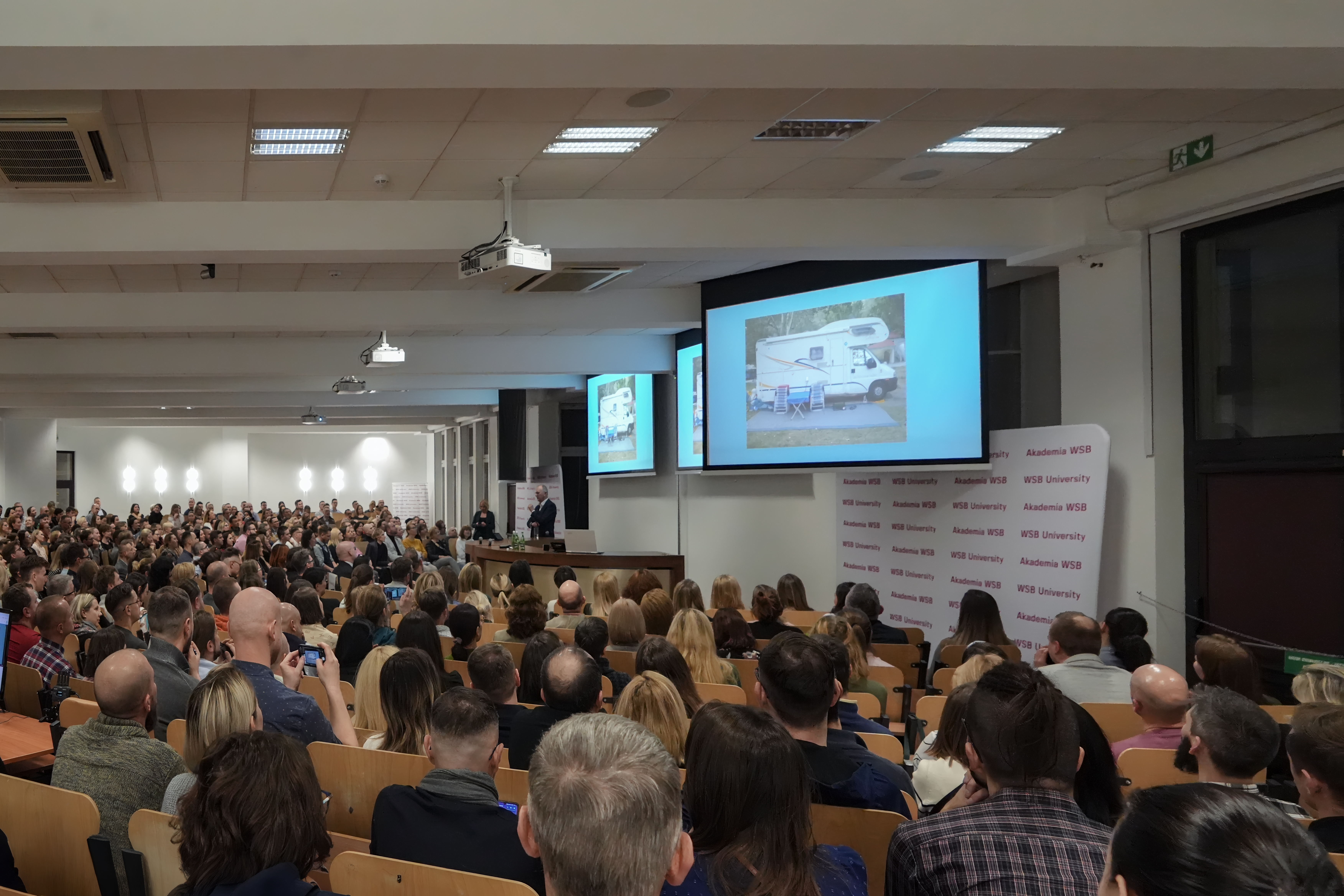
Tydzień Bezpłatnych Szkoleń, edycja 2024 — wykład Jacka Walkiewicza Pełna MOC w trakcie zmian

- Centrum Badań i Edukacji Służb Mundurowych Akademii WSB[66][67]
- Ogólnopolski Turniej Klas o profilu Mundurowym – od 2012
- Ogólnopolski Konkurs Wiedzy Logistycznej – od 2010[68]
- Otwarta Akademia Nauki[69]
- Festiwal Nauki w Dąbrowie Górniczej – jeden tydzień w marcu, raz w roku od 2003[70]
- Dąbrowski Uniwersytet Dziecięcy[71]
- Uniwersytet Młodzieżowy
- Cieszyński Uniwersytet Dzieci
- Uniwersytet Dziecięcy w Żywcu
- Uniwersytet Juniora w Olkuszu
- Europejska Szkoła Języków Obcych
- Uniwersytet Trzeciego Wieku[71]
- Szkoła Liderów
- Edukator Roku
- Centra egzaminacyjne
- Festiwal Kreatywności
- Akademia Umiejętności
- Interaktywne Dni Otwarte
- Światowy Tydzień Przedsiębiorczości
- Poznaj swojego posła!
- Akcja „Masz Głos, Masz Wybór”
- „Mama i Tata idą na studia”.

Akademia WSB podejmuje współpracę międzynarodową. Bierze udział w programie wymiany studentów Erasmus. 35 europejskich uczelni ma podpisane z Akademią WSB umowy partnerskie.

## Współpraca
Akademia WSB jest stowarzyszona w: CEEMAN, Konferencji Rektorów Akademickich Szkół Polskich (KRASP), Regionalnej Konferencji Rektorów Uczelni Akademickich, Konsorcjum PROGRESS 3, Polskim Związku Pracodawców Prywatnych Edukacji zrzeszonego w Polskiej Konfederacji Pracodawców Prywatnych LEWIATAN, Stowarzyszeniu Wspierania Bezpieczeństwa Narodowego, Stowarzyszeniu Biznes-Nauka-Samorząd „Pro Silesia”.
Akademia WSB jest członkiem: Regionalnej Izby Gospodarczej w Katowicach; Towarzystwa Naukowego Organizacji i Kierownictwa; Komitetu Sterującego Regionalnej Strategii Innowacji przy Marszałku Województwa Śląskiego; Dąbrowskiej Rady Biznesu działającej przy Prezydencie Miasta Dąbrowa Górnicza.
Uczelnia podpisała ok. 700 umów z partnerami krajowymi: przedsiębiorstwami, instytucjami administracji publicznej, instytucjami otoczenia biznesu, uczelniami oraz ok. 280 umów z partnerami zagranicznymi. Dotyczą one współpracy w zakresie wspólnych programów i projektów, badań, wymiany doświadczeń i publikacji oraz wymiany wykładowców i studentów.